# Eben-Ezer-Kapelle (Berlin-Lichterfelde)

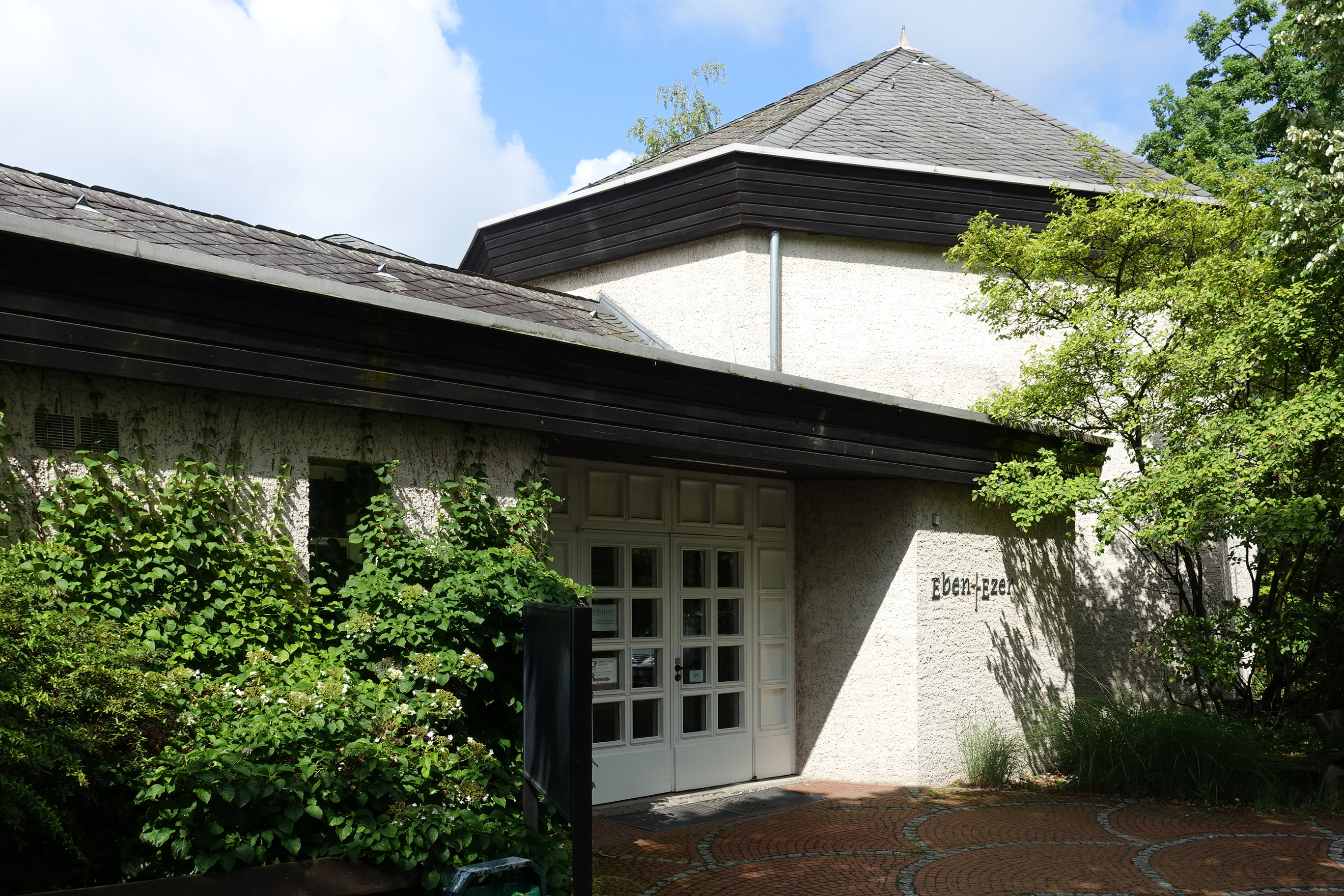
Eben-Ezer-Kapelle

Die evangelische Eben-Ezer-Kapelle, früher die Kapelle Maria Mutter vom Guten Rat, befindet sich in der Celsiusstraße 46 in Berlin-Lichterfelde. Sie ist Teil eines Gebäudekomplexes, der aus einer Kapelle und einem Anbau mit Gemeinschaftsräumen besteht. Ferner gehört dazu ein Wohngebäude.

## Geschichte
Die Gemeinde Maria Mutter vom Guten Rat wurde bereits in den 1920er Jahren gegründet. Mit dem Bau der Thermometersiedlung in Lichterfelde-Süd ergab sich die Notwendigkeit, für die katholischen Einwohner eine Kirche zu errichten. Am 15. September 1978 erfolgte die Grundsteinlegung; knapp ein Jahr später, am 7. September 1979 war Richtfest. Die Weihe der Kapelle nahm am 5. Juli 1980 Bischof Joachim Meisner vor. Sie wurde unter das Patronat Mariens, der Mutter vom guten Rat gestellt. Seit dem 1. Januar 1997 wurde Maria, Mutter vom Guten Rat zwar eine Kuratie, das heißt, sie wurde seelsorglich selbständig, vermögensrechtlich blieb sie aber bei der Pfarrei Mater Dolorosa.
Bei der Auflösung der Kuratie Maria, Mutter vom Guten Rat im Jahr 2004 kamen die Reliquien des Altars und das Gnadenbild der Mutter vom guten Rat in die Kreuzkapelle der Pfarrkirche Mater Dolorosa in Lankwitz. Seit dem Sommer 2005 gehört die Kapelle der Eben-Ezer-Gemeinschaft, einer selbstständigen Gemeinde in der Evangelischen Kirche Berlin-Brandenburg-schlesische Oberlausitz. 

## Baubeschreibung
Entwurf, Planung und Bauleitung für den ursprünglich als Senioren-Begegnungszentrum errichteten Komplexes lagen in den Händen der Berliner Architekten Manfred Frankenberger und Rainer Lubnow. Für die Kapelle wählten sie einen achteckigen Grundriss, die durch eine Schiebetür zum Kirchsaal erweitert werden kann.
Altar, Ambo, Tabernakel, Kruzifix, Ewiges Licht und Leuchter wurden von Sigmund Hahn gestaltet, ausgeführt von verschiedenen Kunsthandwerkerfirmen. Das Wandkreuz stammt von Hildegard Hendrichs, die farbigen Glasfenster entwarf Paul Corazolla.